# Івано-Франківськ (станція)
Іва́но-Франкі́вськ — головна вузлова залізнична станція Івано-Франківської дирекції Львівської залізниці на перетині ліній Ходорів — Хриплин, Івано-Франківськ — Делятин та Івано-Франківськ — Стрий. Розташована в однойменному обласному центрі.

## Історія
Вокзал Львівсько-Чернівецько-Ясської залізниці у місті Станиславові (нині —  Івано-Франківськ) побудований у 1866 році, яка зафіксована на металевих стовпах перону станції. Через три роки на станцію прибув перший поїзд з Харкова.
У будівництві вокзалу були використані елементи мавританського стилю: вузькі напівкруглі вікна, ребристі колони.
1 вересня 1866 року поїзд із декількома сотнями галичан виїхав зі Львова до Чернівців. Час в дорозі складав 12 годин, на станції Станиславів мав тривалу зупинку (47 хвилин).
На початку 1890-х років станція Станиславів набула статусу вузлової, від якої відгалужувалися лінії у п'яти напрямках: до Львова, Чернівців — Ясси (1866—1869), Стрия (1875), Гусятина (1884), Вороненко (1891).
Вокзал увійшов в історію електрифікації міста як перша споруда, що була електрифікована лампами. Роботи з електрифікації здійснювала відома німецька фірма «Сіменс і Гальске», перші лампи на вокзалі засвітились 13 січня 1897 року.
У 1904 році міська дирекція залізниці знову звернулась до міністерства з питанням про розширення вокзалу. Роботи з перебудови вокзалу були розпочаті навесні 1903 року та закінчені у 1906 році під керівництвом віденського інженера пана Є. Балдішу. Одночасно поруч із вокзалом будувався будинок залізничної пошти, який наприкінці 1905 року був введений в експлуатацію. Після перебудови вокзалу його вестибюль мав висоту 20 м, в основі 20,5×14,3 м, довжина фасаду 200 м.
Вокзал побудований з цегли у стилі неоренесансу. Має форму, яка наближається до сильно витягнутого прямокутника. Архітектурним акцентом споруди є великий купол, який є можливість побачити з різних районів міста. У перші десятиліття після реконструкції  над куполом була встановлена  скульптура крилатої богині, яка з часом була втрачена та не відновлена досі.

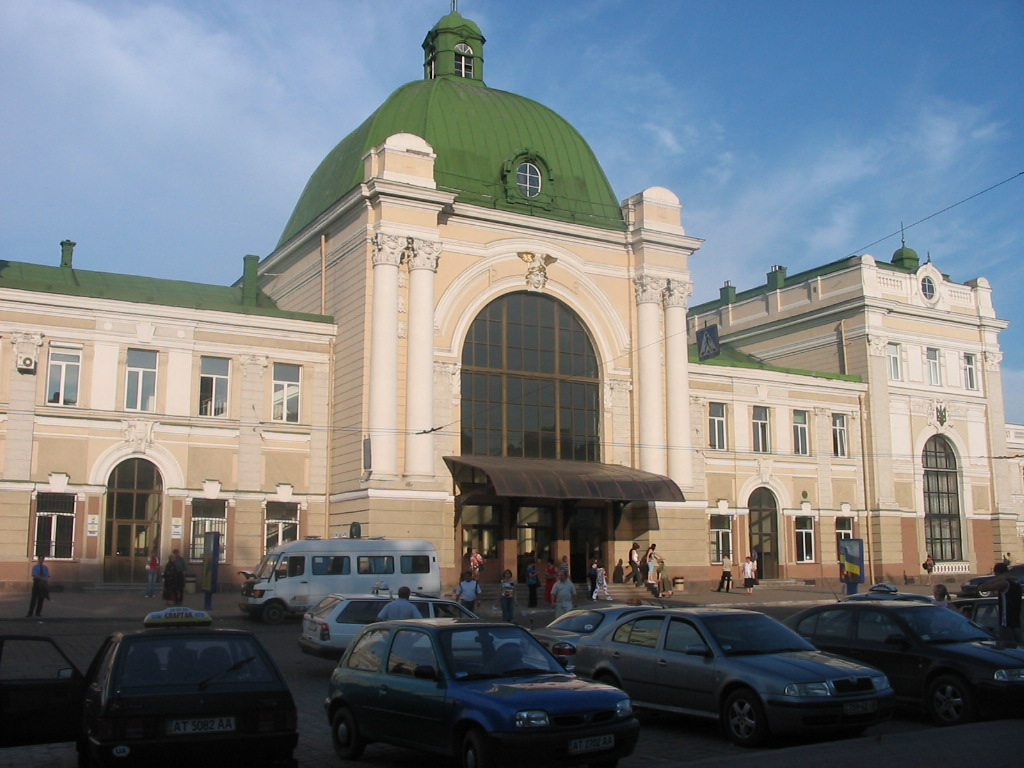
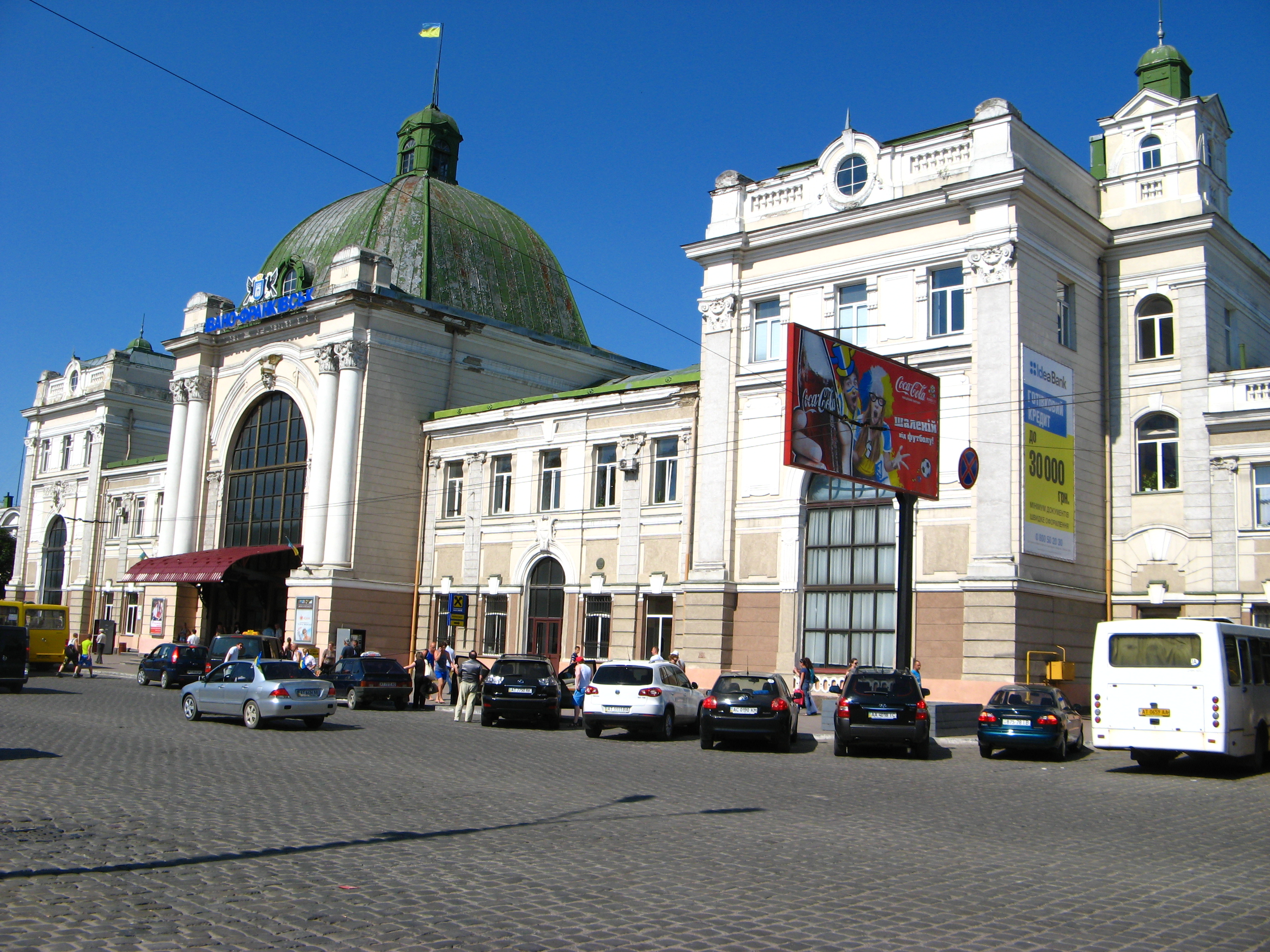
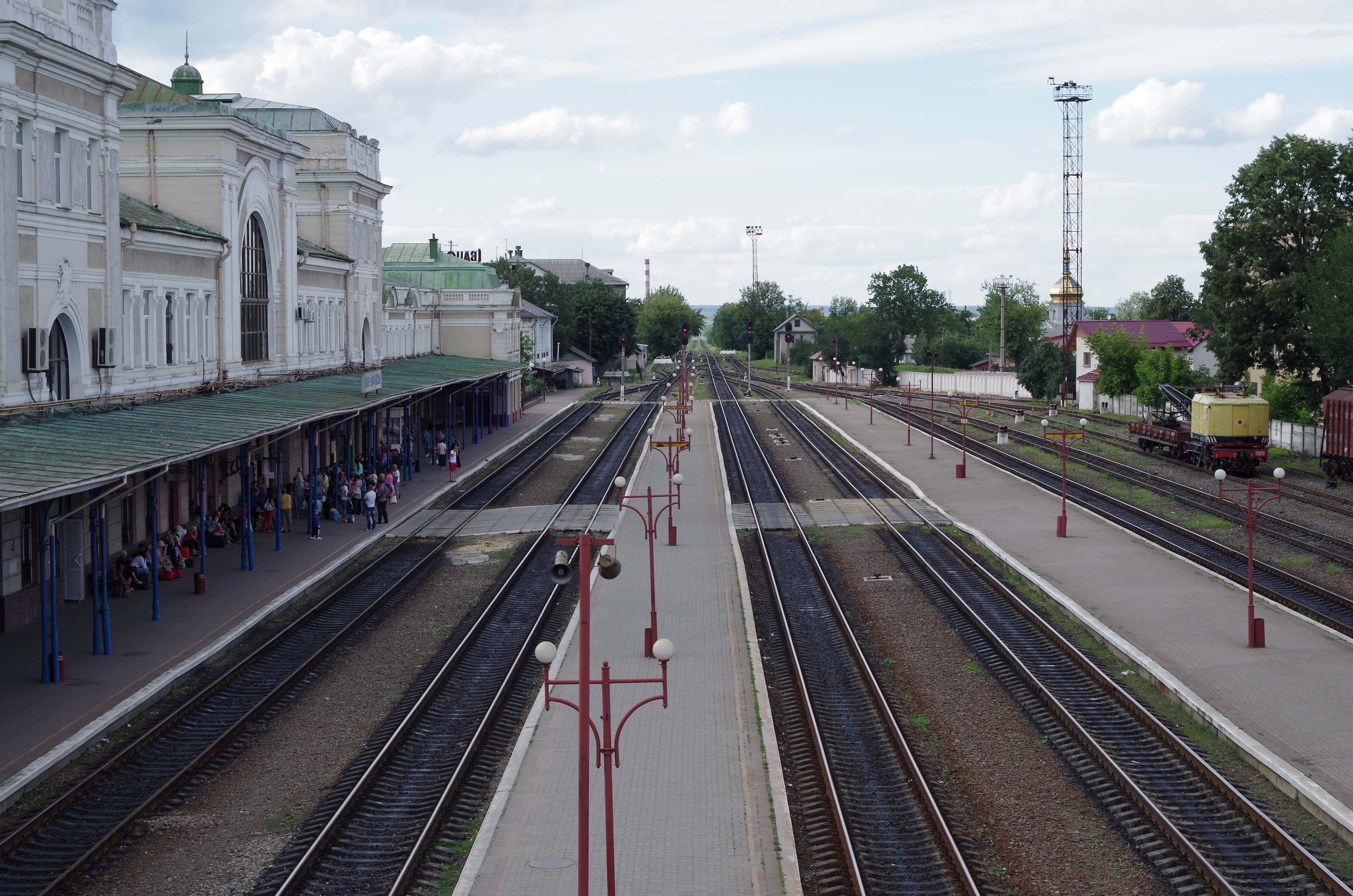

У 1999 році проведена реконструкція головної будівлі вокзалу, посадкових платформ, привокзальної площі. Після цього вокзал набув сучасного та естетичного вигляду. Вокзал був наново відреставрований ззовні, відновлені інтер'єри, розширені та вистелені новою тротуарною плиткою посадкові платформи, встановлені сучасні світильники.
Будівля розташована за приблизно за 600 м на схід від вулиці Михайла Грушевського та на північ від вулиці Богдана Лепкого, що є межею історико-архітектурного заповідника Івано-Франківська.
На пероні вокзалу перебували цісар Франц Йосиф I, відомий композитор Микола Лисенко, звитяжці польські, румунські, німецькі, українські.
У 1930-ті роки з вокзалу була можливість дістатися без пересадок до Берліна та Відня.

## Пасажирське сполучення
Івано-Франківськ є транспортним хабом, де є можливість здійснити пересадку на міжміські та приміські автобусні маршрути до Карпат або за кордон. Станція Івано-Франківськ щоденно приймає і відправляє поїзди, серед яких в Івано-Франківську мають кінцевий пункт призначення, а також транзитні поїзди. Усі пасажирські поїзди (крім групових замовлень), які прямують через Івано-Франківськ, мають на станції тривалі зупинки.
Приміське сполучення:
Приміські поїзди прямують у сполученні:
- Івано-Франківськ — Коломия;
- Івано-Франківськ — Ходорів;
- Івано-Франківськ — Ворохта / Яремче;
- Івано-Франківськ — Стрий.

У 2006 році курсував рейковий автобус PESA Bydgoszcz за маршрутом Львів — Ворохта, який доїжджав до Львова за півтори години, проте згодом був скасований.
Вранці приміські поїзди до станцій Яремче та Стрия мають узгоджену пересадку з прибуваючого нічного швидкого поїзда із Києва.
Далеке сполучення:
Поїзди далекого сполучення від станції Івано-Франківськ прямують до кінцевих станцій: Дніпро-Головний, Запоріжжя I, Київ-Пасажирський (через Львів, Тернопіль, Хмельницький, Вінницю та через Здолбунів, Шепетівку, Коростень), Кривий Ріг-Головний, Ковель, Одеса-Головна, Рахів, Харків-Пасажирський, Черкаси, Чернівці, Чернігів, Ясіня.
З 11 грудня 2016 року призначався нічний швидкий поїзд до Миколаєва через Білу Церкву, Імені Тараса Шевченка, Апостолове, Херсон, а також поїзди до станцій Новоолексіївка, Херсон, Маріуполь (тимчасово скасовані через російське вторгнення в Україну).
До 2011 року курсував пасажирський поїзд № 675/676 сполученням Івано-Франківськ — Шепетівка.
До 18 березня 2020 року курсували поїзди № 605/606 сполученням Львів — Рахів та № 667/668 Ковель — Львів — Чернівці, в складі яких були вагони із загальними місцями.
Швидкісні та регіональні  поїзди:
- 7 липня 2015 року вирушив у перший рейс «нічний експрес» № 115/116 сполученням Харків — Івано-Франківськ. З 10 грудня 2017 року поїзду змінено № 15/16 і маршрут руху Харків — Івано-Франківськ — Рахів (через Львів, Київ, Миргород, Полтаву).

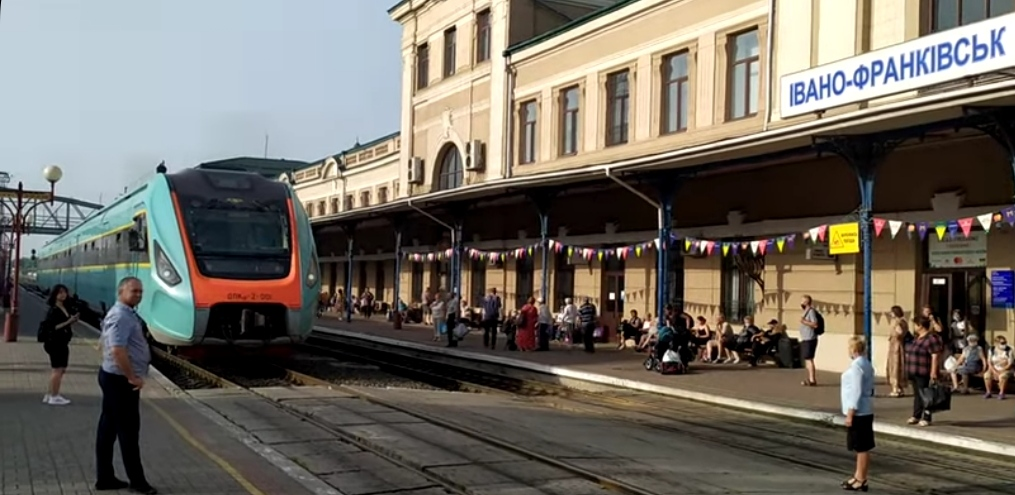
ДПКр-2 «Обрій»-001 сполученням Чернівці — Львів на станції Івано-Франківськ

- 5 жовтня 2015 року у перший рейс за маршрутом Львів — Чернівці вирушив дизель-поїзд ДПКр-2 «Обрій», який курсував щоденно, окрім середи, з 6 жовтня 2015 року з Чернівців — щоденно, окрім четверга. Відстань між містами 267 км поїзд долав майже за 3,5 години та здійснював зупинити лише на станціях Ходорів, Івано-Франківськ, Коломия та Снятин[5].
- З листопада 2015 по 5 серпня 2016 роки призначався регіональний експрес № 704/703 Львів — Івано-Франківськ, але через нерентабельність був скасований[6]. Згодом маршрут руху подовжувався до станції Чернівці.
- З січня 2017 року курсував поїзд, що складається з вагонів-трансформерів сполученням Київ-Пасажирський — Івано-Франківськ, час у дорозі складав близько 8 годин.

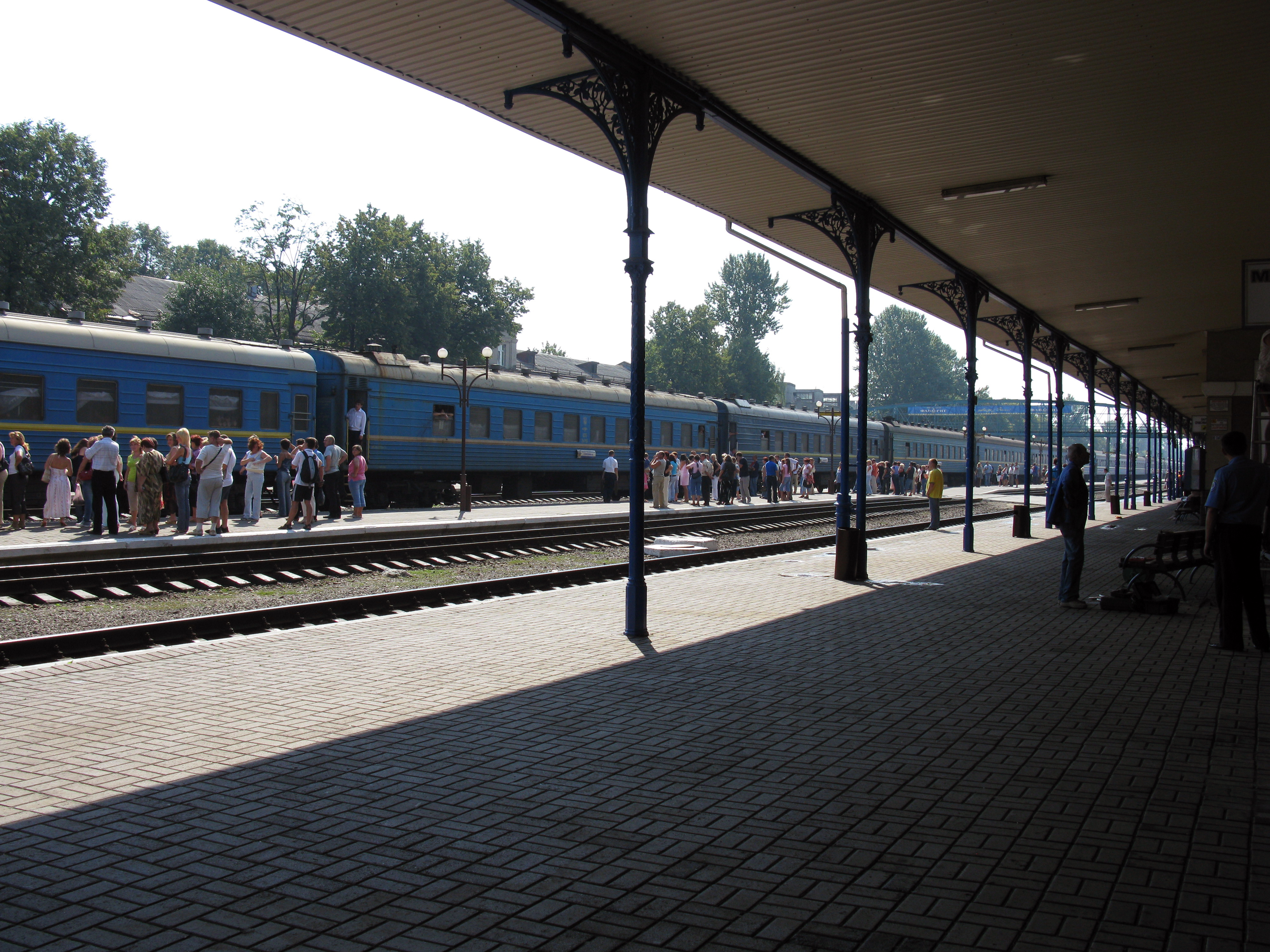
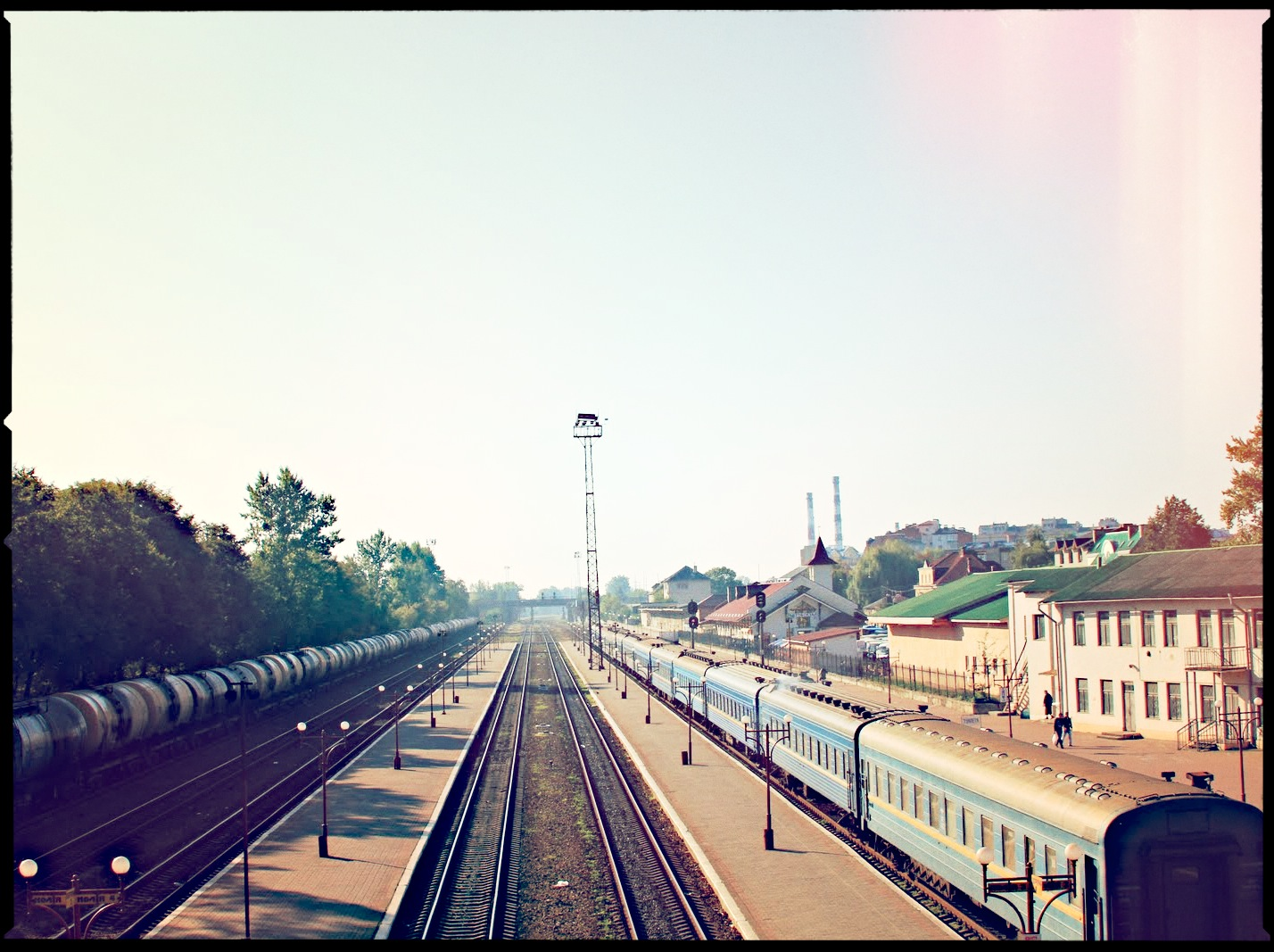
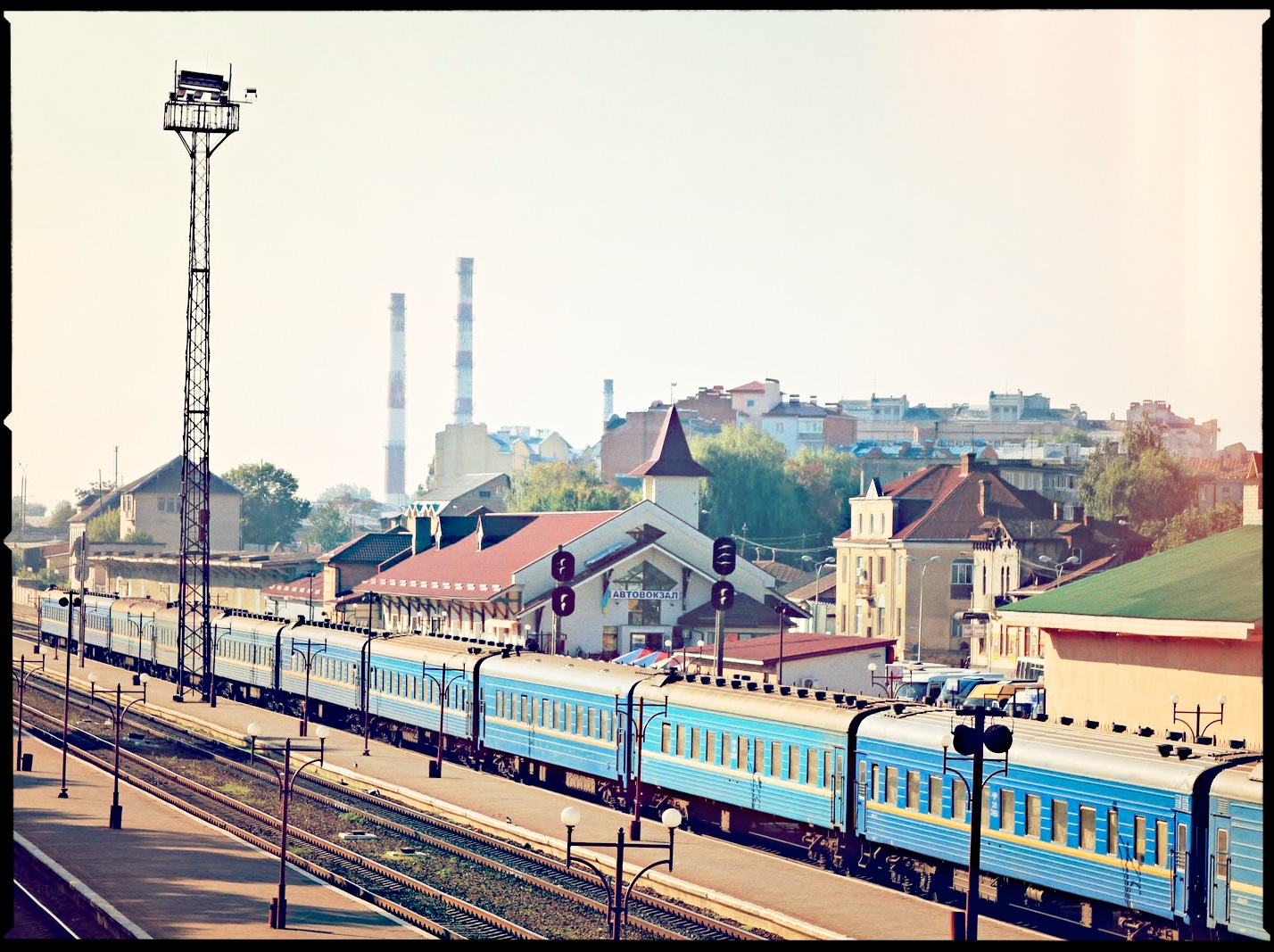
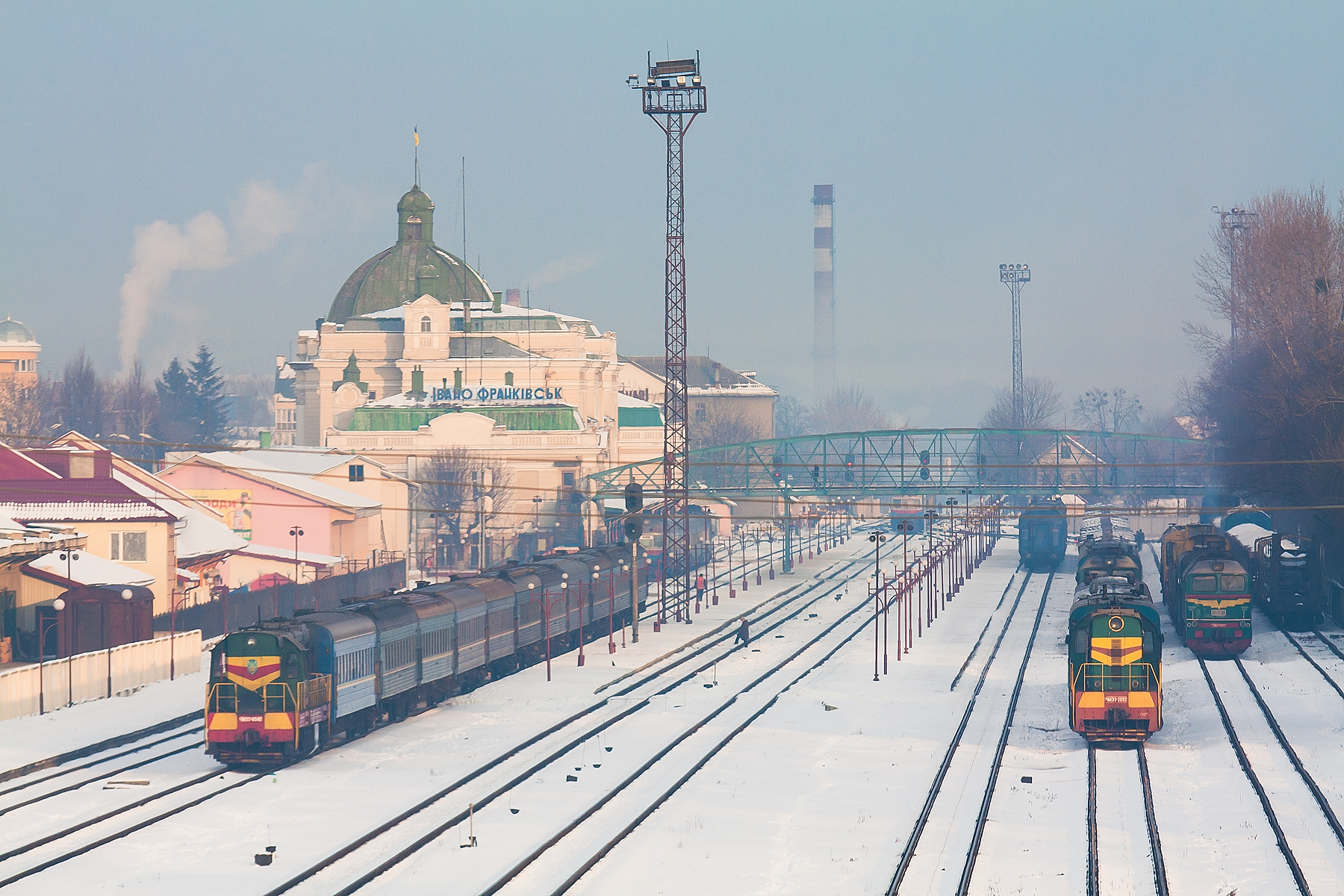

У 2018 році вокзал станції Івано-Франківськ увійшов у Топ-10 найбільш завантажених вокзалів України, який обслужив 1,6 млн пасажирів у далекому сполученні (з них посадка — 823,3 тис. /висадка — 830,4 тис. пасажирів).
11 грудня 2022 року на вокзалі станції Івано-Франківськ були впорядковані стенди із розкладом руху поїздів. Раніше інформація про маршрути поїздів містила виправлення у вигляді наліпок. Деякі дані були нечитабельними, що створювало незручності для пасажирів. Наразі, всі рядки з інформацією про рейси поїздів та час відправлення/прибуття оновлено та приведено до єдиного стандарту.

## Галерея

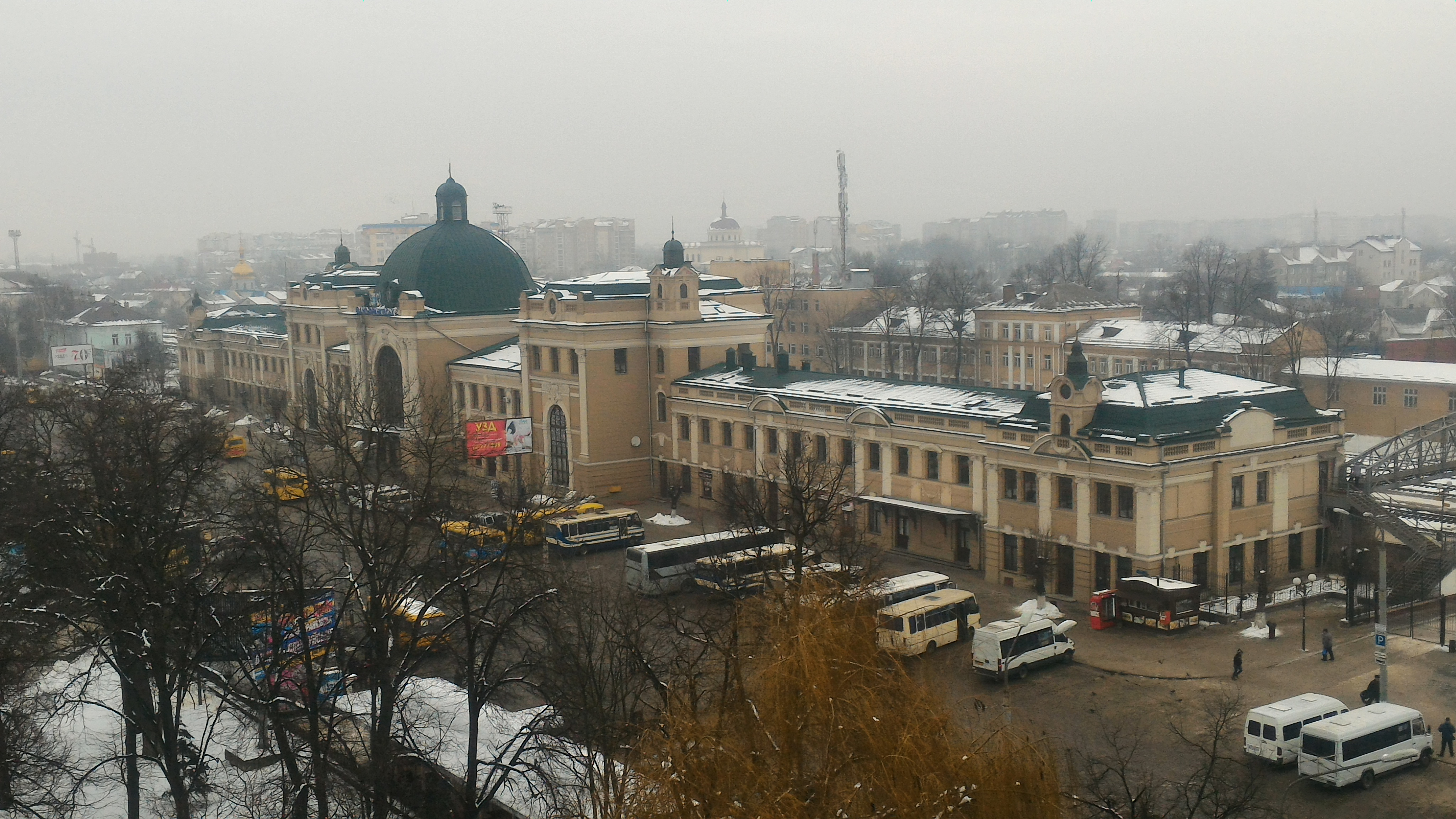
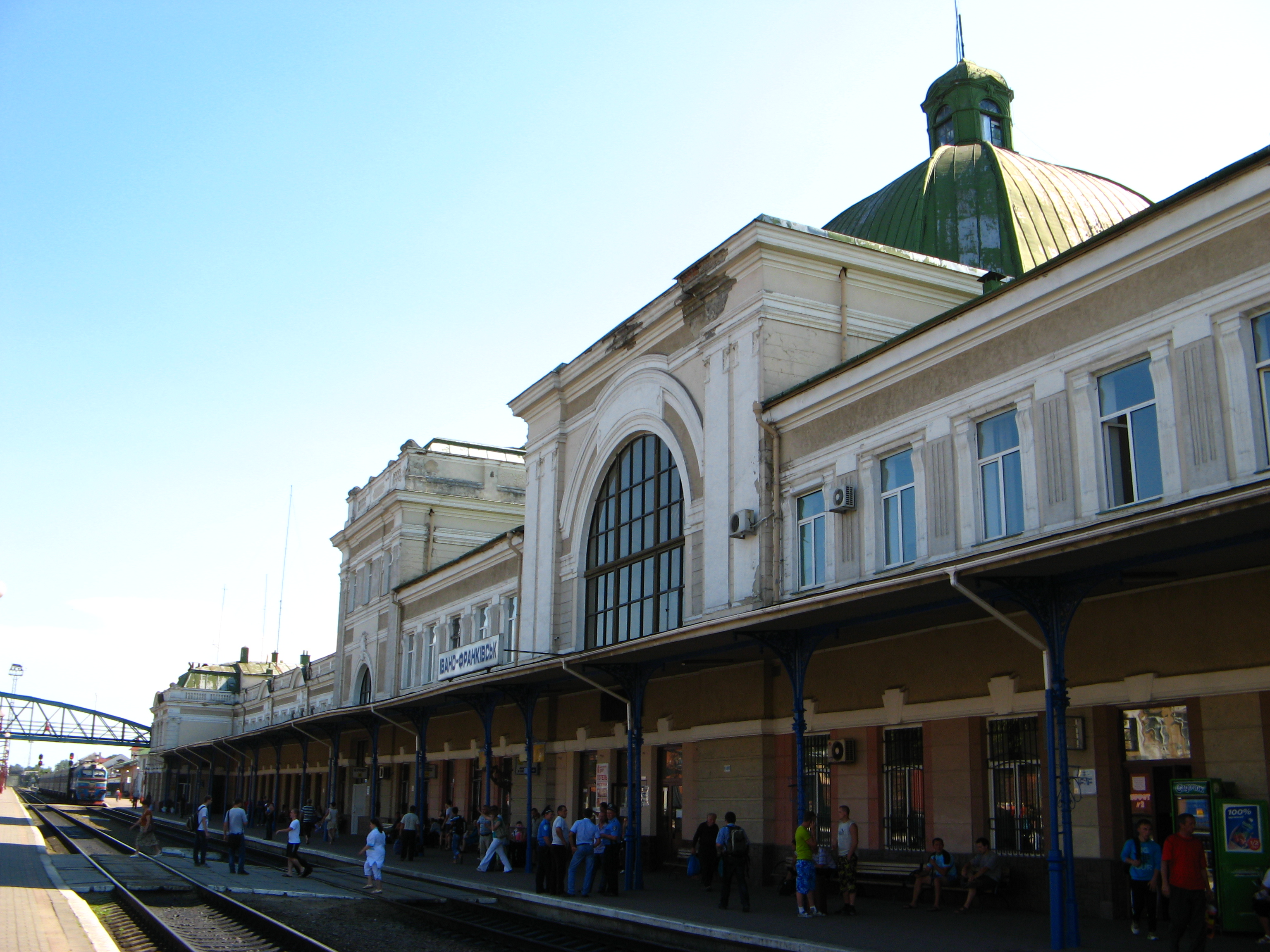
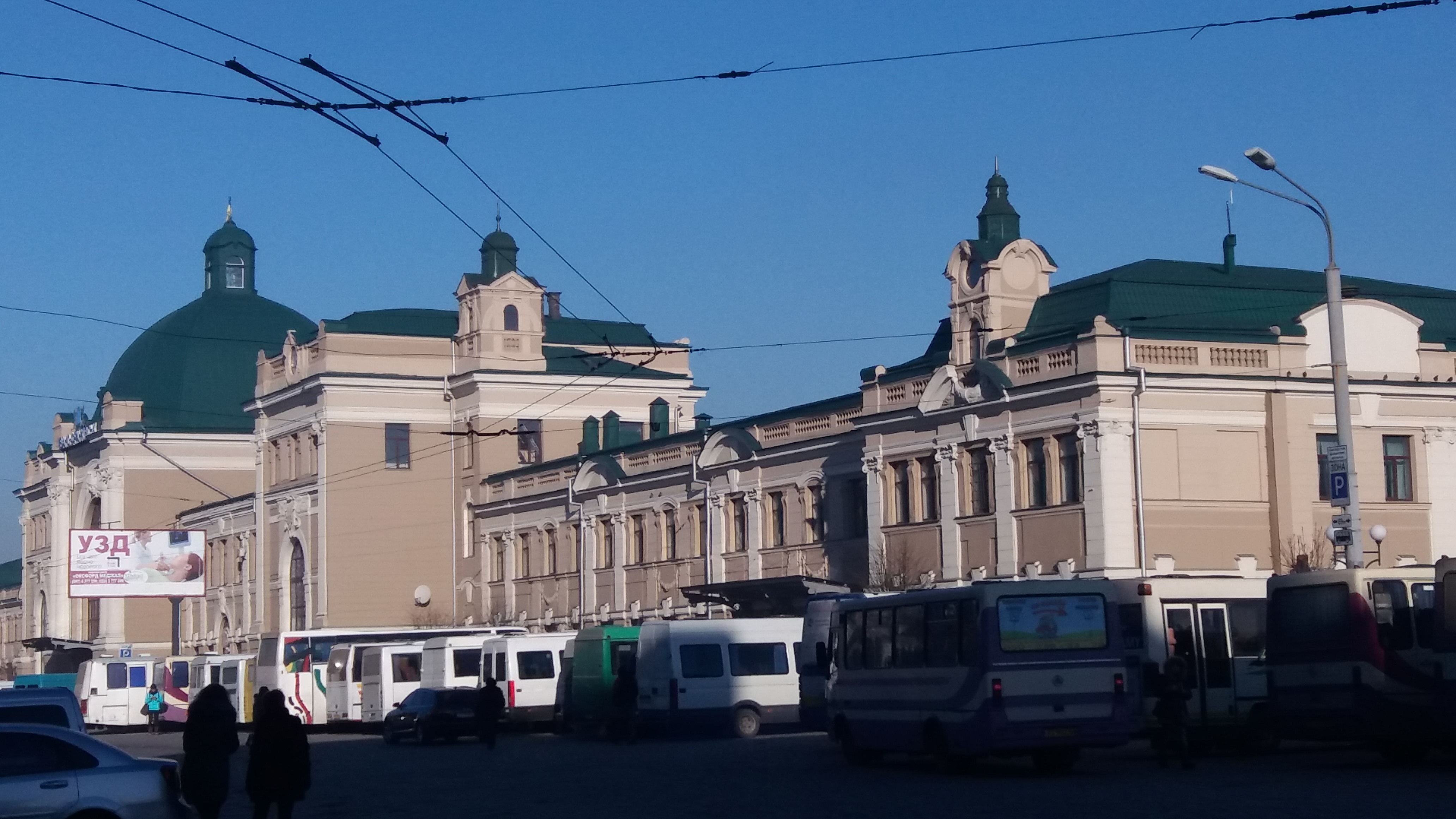

## Туристичний потенціал
Донедавна вокзал був для більшості туристів та гостей міста вікном у Карпати, хоча останнім часом значна частина туристів обирає варіант без пересадок нічними швидкими поїздами сполученням Київ — Рахів, що зупиняюттся у Івано-Франківську, або ж поїздом № 357/358 «Гуцульщина» сполученням Київ — Ясіня, на який є можливість здійснити пересадку на станції Коломию.